# Salva Reina
Salvador Reina (Las Palmas de Gran Canària, 9 d'abril de 1978), més conegut com Salva Reina, Chuky de malnom, és un actor, humorista i col·laborador de televisió espanyol.

## Biografia
Nascut a Las Palmas de Gran Canaria. Llicenciat en Ciències de l'Activitat Física i de l'Esport; és col·laborador en nombrosos programes donant la nota d'humor una miqueta surrealista. En teatre protagonitzava l'obra Full de Reyes y Reina al costat de Pedro Reyes, de qui és considerat el seu deixeble més avantatjat. Entre els anys 2004 al 2008 treballa a la sèrie SOS Estudiantes de Canal Sur.
Participa en les sèries d'Antena 3 Generación DF (2008) i Somos cómplices (2009), així com en la sèrie Padre Medina (2009), la versió per a Canal Sur de la premiada sèrie gallega Padre Casares.
Ha participat també a les pel·lícules 321 días en Michigan (2014) del director Enrique García i La isla mínima (2014) dirigida per Alberto Rodríguez.
Va interpretar a José ("Jozé") a la sèrie d’Antena 3 Allí abajo (2015) i va col·laborar com a tertulià a Zapeando.
El dia 22 de setimbre de 2015, es va estrenar com a presentador del programa Este coche es una ruina, per Canal Sur Andalucía. Participà en la pel·lícula Villaviciosa de al lado de 2016.
El 20 de juny de 2016, va començar el rodatge de la pel·lícula El intercambio, en la qual interpreta a un dels personatges secundaris, compartint escenes amb altres actors com Hugo Silva, Paco Tous, Pepón Nieto, Natalia Roig o Rossy de Palma. La pel·lícula està dirigida pel malagueny Ignacio Nacho i produïda per Marila Films. La seva data d'estrena en cinemes va ser l'1 de juny de 2018.
En la tardor va rodar la pel·lícula Señor, dame paciencia i la tercera temporada de la sèrie Allí abajo.
En 2018 va començar gravant la quarta temporada de la sèrie Allí abajo. I també a la sèrie de Televisión Española, Sabuesos, que ocurren muchas cosas de amor.
El 2019 protagonitzà la sèrie Malaka interpretant Darío Arjona (àlies el Gato), i va gravar la cinquena i última temporada de Allí abajo.

## Filmografia

### Cinema
| Cinema                       | Personatge  | Any  |
| ---------------------------- | ----------- | ---- |
| 321 días en Michigan         | Juani       | 2014 |
| La isla mínima               | Jesús       | 2014 |
| Villaviciosa de al lado      | Nino        | 2016 |
| Señor, dame paciencia        | Leo         | 2017 |
| El intercambio               | Segundo     | 2018 |
| El mejor verano de mi vida   | Usha        | 2018 |
| Antes de la quema            | Quique      | 2019 |
| Hasta que la boda nos separe | Capità      | 2020 |
| Adiós                        | Drogaddicte | 2019 |

### Curtmetratges
| Curts             |
| ----------------- |
| Abre Fácil        |
| Bla Bla Bla       |
| El Jinete Austero |

### Televisió
| Sèrie/programa  | Personatge                           | Any       | Cadena    |
| --------------- | ------------------------------------ | --------- | --------- |
| SOS Estudiantes | Fede                                 | 2004-2008 | Canal Sur |
| Generación DF   | Alex                                 | 2008      | Antena 3  |
| Somos cómplices |                                      | 2009      | Antena 3  |
| Padre Medina    | Gumersindo Rivero                    | 2009-2010 | Canal Sur |
| Allí abajo      | José Gregorio Narváez Murillo "Jozé" | 2015-2019 | Antena 3  |
| La zona         | Gabriel Sánchez Soler "El Caníbal"   | 2017      | #0        |
| Sabuesos        | Alberto Tébar Prieto                 | 2018      | TVE       |
| Malaka          | Darío Arjona "Gato"                  | 2019      | TVE       |
| Deudas          | Raúl                                 | 2020      | Antena 3  |

### Programes de televisió
| Sèrie/programa          | Funció        | Any  | Cadena    |
| ----------------------- | ------------- | ---- | --------- |
| Este coche es una ruina |               | 2015 | Canal Sur |
| Zapeando                | Col·laborador | 2015 | La Sexta  |

### Teatre
| Obra                        |
| --------------------------- |
| Full de Reyes y Reina       |
| En ocasiones Veo a Humberto |
| Se Ha Escribido Un Crimen   |